# Gangs of Sonora
Gangs of Sonora è un film del 1941 diretto da John English.
È un film western statunitense con Robert Livingston, Bob Steele e Rufe Davis. Fa parte della serie di 51 film western dei Three Mesquiteers, basati sui racconti di William Colt MacDonald e realizzati tra il 1936 e il 1943.

## Produzione
Il film, diretto da John English su una sceneggiatura di Albert DeMond e Doris Schroeder (basata sui personaggi creati da William Colt MacDonald), fu prodotto da Louis Gray per la Republic Pictures e girato nell'Iverson Ranch a Chatsworth e a Santa Clarita in California nel maggio del 1941. Il brano della colonna sonora Printer's Lament fu composto da Sol Meyer e Jule Styne (parole e musica).

## Distribuzione
Il film fu distribuito negli Stati Uniti dal 10 luglio 1941 al cinema dalla Republic Pictures. È stato distribuito anche in Brasile con il titolo Espoliadores de Sonora.

## Promozione
Le tagline dei poster originali sono:
- "THE MESQUITEERS CRACK DOWN! Defying danger...Riding a new trail to thrilling, six-gun adventures!".
- "YOUR FAVORITE TROUBLE SHOOTERS READY FOR ACTION! The Mesquiteers...off on another rugged adventure in the land of six-gun thrills".